# Скородумов, Михаил Арсентьевич
Михаил Арсентьевич Скородумов (1891, д. Заречье, Чухломский уезд, Костромская губерния, Российская империя — 1951, Алма-Ата) — советский политический и государственный деятель. Нарком местной промышленности Казахской ССР.

## Биография
Родился в 1891 году в деревне Заречье Чухломского уезда Костромской губернии, в крестьянской семье. По национальности русский.
Окончил сельскую школу, а также прошел обучение на Высших курсах военной подготовки (всеобуч) при Академии Генерального штаба РККА в Москве в 1921 году.

### Военная служба и ранняя карьера
В 1905—1912 годах работал учеником столяра, столяром в д. Ермаково Костромской губернии и Санкт-Петербурге.
В 1912 году был призван на военную службу в царскую армию, где служил в составе 18-го железнодорожного и 308-го стрелкового полков.
В 1919 году, с началом Гражданской войны, перешел в ряды Красной армии, занимая должности командира роты и батальона, а также инструктора-организатора после обучения на Высших курсах военной подготовки (всеобуч).

### Трудовая деятельность
В 1921—1926 годах инспектор Казанского военкомата, начальник Самарской военной окружной школы физического образования, заведующий жилищным отделом Самарского городского отдела коммунального хозяйства, заведующий Самарским губернским управлением коммунального хозяйства, заместитель заведующего Самарским трамвайным парком, председатель контрольно-ревизионной комиссии при Самарском губОМХе, заведующий Самарским губернским управлением коммунального хозяйства.
В 1926—1927 годах заведующий Кзыл-Ординским городским отделом коммунального хозяйства.
В 1927—1930 годах управляющий трестом «Упромстрой» по строительству кожевенного завода и суконной фабрики в г.Семипалатинске, заведующий Семипалатинским губернским управлением коммунального хозяйства.
В 1930—1932 годах управляющий Казстройобъединением, председатель Алма-Атинской городской плановой комиссии. С марта 1932 года председатель Алма-Атинского городского совета.
В 1932—1933 годах заместитель управляющего трестом «Карагандауголь» по строительству.
В 1935—1937 годах управляющий Карагандинским и заведующий Северо-Казахстанским областными управлениями местной промышленности в г. Петропавловск.
В 1937—1938 годах начальник Управления предприятиями стройматериалов при Наркомате местной промышленности Казахской ССР в г. Алма-Ата.
С июня по июль 1938 года нарком местной промышленности Казахской ССР.
В 1938—1939 годах начальник Главного управления стройматериалов. В 1939—1942 годах начальник отдела материальных фондов при Главном управлении стройматериалов Наркомата мсетной промышленности Казахской ССР.
В 1942—1943 годах заместитель управляющего трестом «Казснаблегпром».
В 1943—1951 годах начальник военно-мобилизационного отдела Министерства легкой промышленности Казахской ССР.
В 1951 году ушел из жизни.

### Награды
За свою трудовую и военную деятельность Скородумов был отмечен орденом «Знак Почета» в 1936 году, а также медалями.